# Kalktuffterrasse von Kainsbach
Koordinaten: 49° 28′ 17″ N, 11° 28′ 3″ O

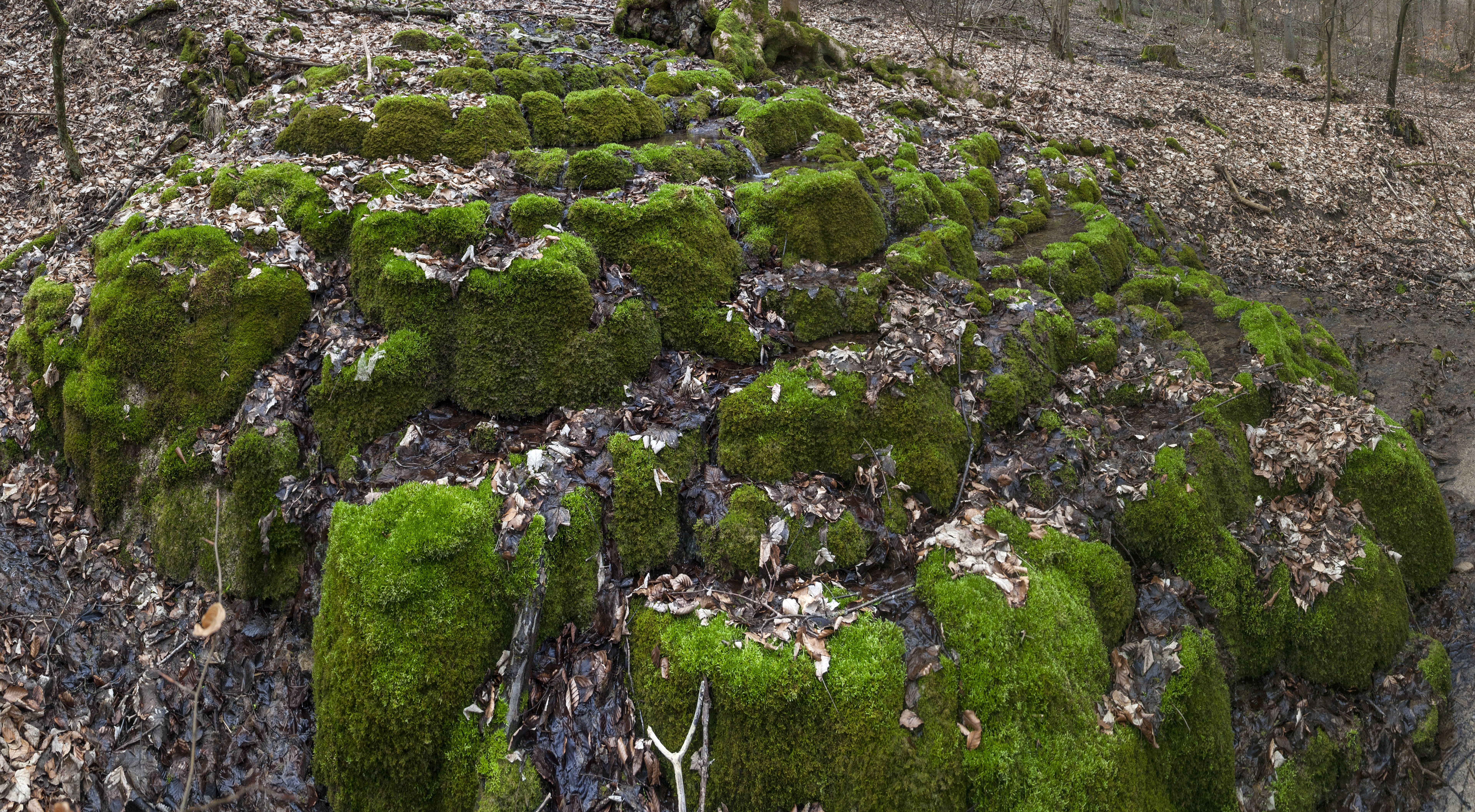
Kalktuffterrasse von Kainsbach

Die Kalktuffterrasse von Kainsbach ist eine Kalksinterterrasse nahe Happurg im mittelfränkischen Landkreis Nürnberger Land in Bayern.

## Lage
Die morphologisch markanten Süßwasserkalkablagerungen befinden sich etwa einen Kilometer westlich des Happurger Gemeindeteiles Kainsbach am Osthang des Berges Steinbühl.

## Beschreibung
Die Kalktuffterrasse von Kainsbach ist etwa 4 mal 4 Meter groß und mit Moos bewachsen. Das Wasser entspringt einer kleinen Quelle und hat im Jahresverlauf eine Temperatur von etwa 8 °C. Anschließend fällt es über mehrere kleinere Sinterbecken sukzessive etwa drei Meter weiter in die Tiefe. Im flacher werdenden Unterhang verläuft sich das Wasser breitflächig und strömt dem Kainsbach zu, der dann in den Happurger See mündet.
Kalktuffe kommen in verschiedenen morphologischen Formen vor, als große Tufflager, Kalktuffrinnen, Tuffkaskaden oder wie hier als Sinterterrassen. Solche Naturerscheinungen treten nur an Quellen auf, deren Wasser einen besonders hohen Kalkgehalt hat. Selbst kleine Quellen lassen unter günstigen Umständen Kalktuffterrassen oder Steinernen Rinnen entstehen, wenn sie nur beständig fließen. Quellen im seichten Karst an der Dogger-Malm-Grenze schütten oft die dazu nötigen karbonatreichen Wässer; das kalkgesättigte Karstwasser kann hier die wasserstauende Schicht des Ornatentons im Liegenden nicht passieren und tritt an dessen Ausstrich in Quellhorizonten aus. Dabei erfährt es eine Druckentlastung, seine Temperatur ändert sich durch Kontakt zur neuen Umgebung an der Grenze zur Atmosphäre; das im Wasser gelöste Kohlendioxid entweicht dabei zum Teil, wodurch letztlich Kalk aus dem Wasser ausfällt, der sich, begünstigt von Moosen und anderen Pflanzen, in kleinen Sinterbecken absetzt. Bestimmte Algen fällen zudem den im Wasser gelösten Kalk in einem biotischen Prozess aus. Algen und Moose befördern so das Wachstum der Terrasse.
Aus diesem Grund schneidet sich das Wasser unterhalb des Quelltopfes nicht wie gewöhnlich erosiv in den Untergrund ein, sondern sein Bett wächst im Gegenteil durch die Kalkabscheidung nach und nach über die Umgebung hinaus.
Die Kalktuffterrasse ist vom Bayerischen Landesamt für Umwelt als Geotop mit der Nummer 574R024 ausgewiesen. Siehe auch Liste der Geotope im Landkreis Nürnberger Land.

## Zugang
Die Kalktuffterrasse von Kainsbach ist ganzjährig frei zugänglich. Am besten erreicht man sie von Kainsbach oder Deckersberg zu Fuß oder mit dem Fahrrad. Der Jura-Gebirgs-Weg, ein mit gelbem Kreuz auf weißem Rechteck ausgezeichneter Wanderweg, führt direkt zu dem Ort.
Die empfindlichen porösen Tuffkalke dürfen nicht betreten oder zerstört werden. Der Wuchs des porösen Kalktuffs würde dadurch nachhaltig verändert und das Wachstum empfindlich gestört werden.

## Bilder

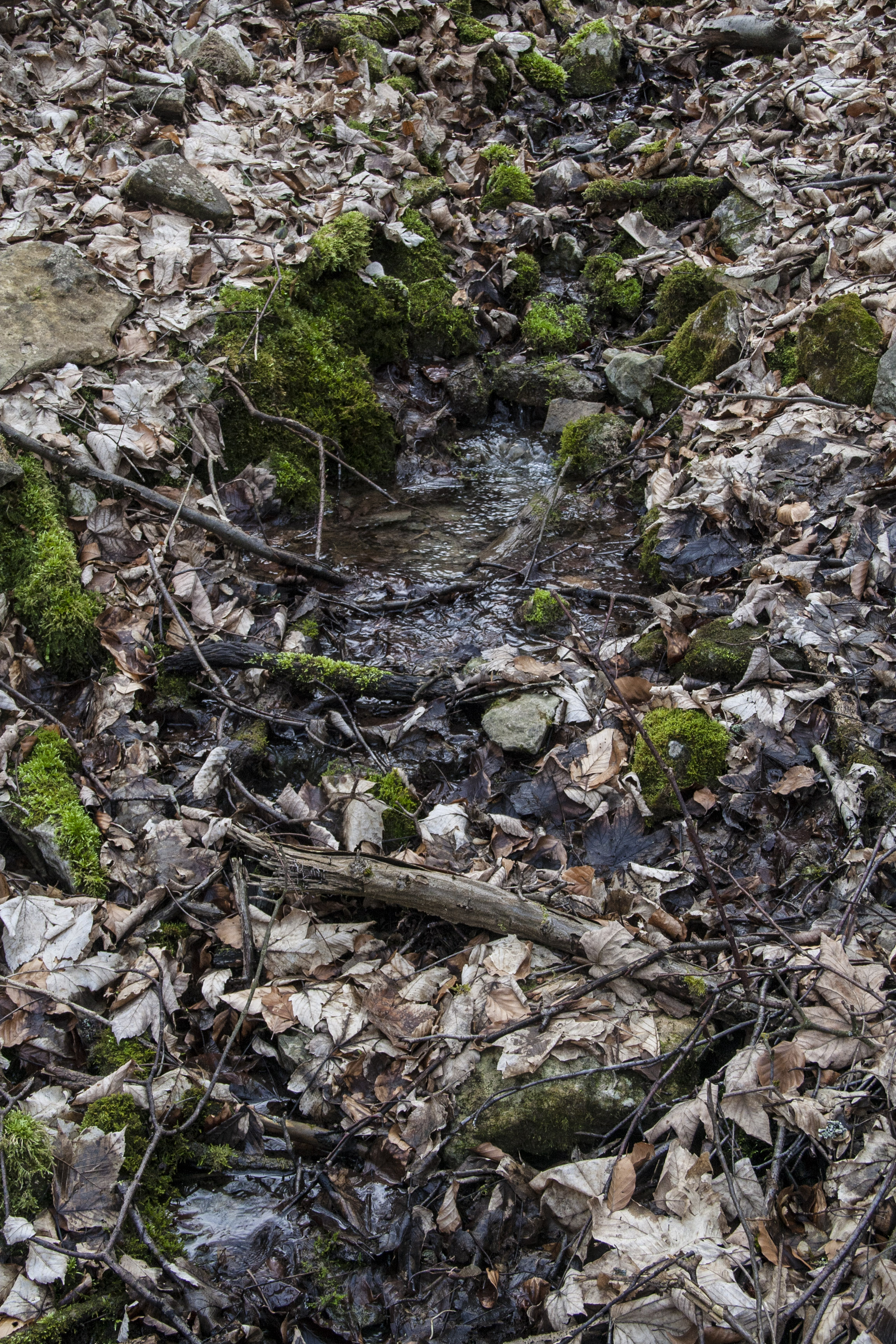
Quelltopf
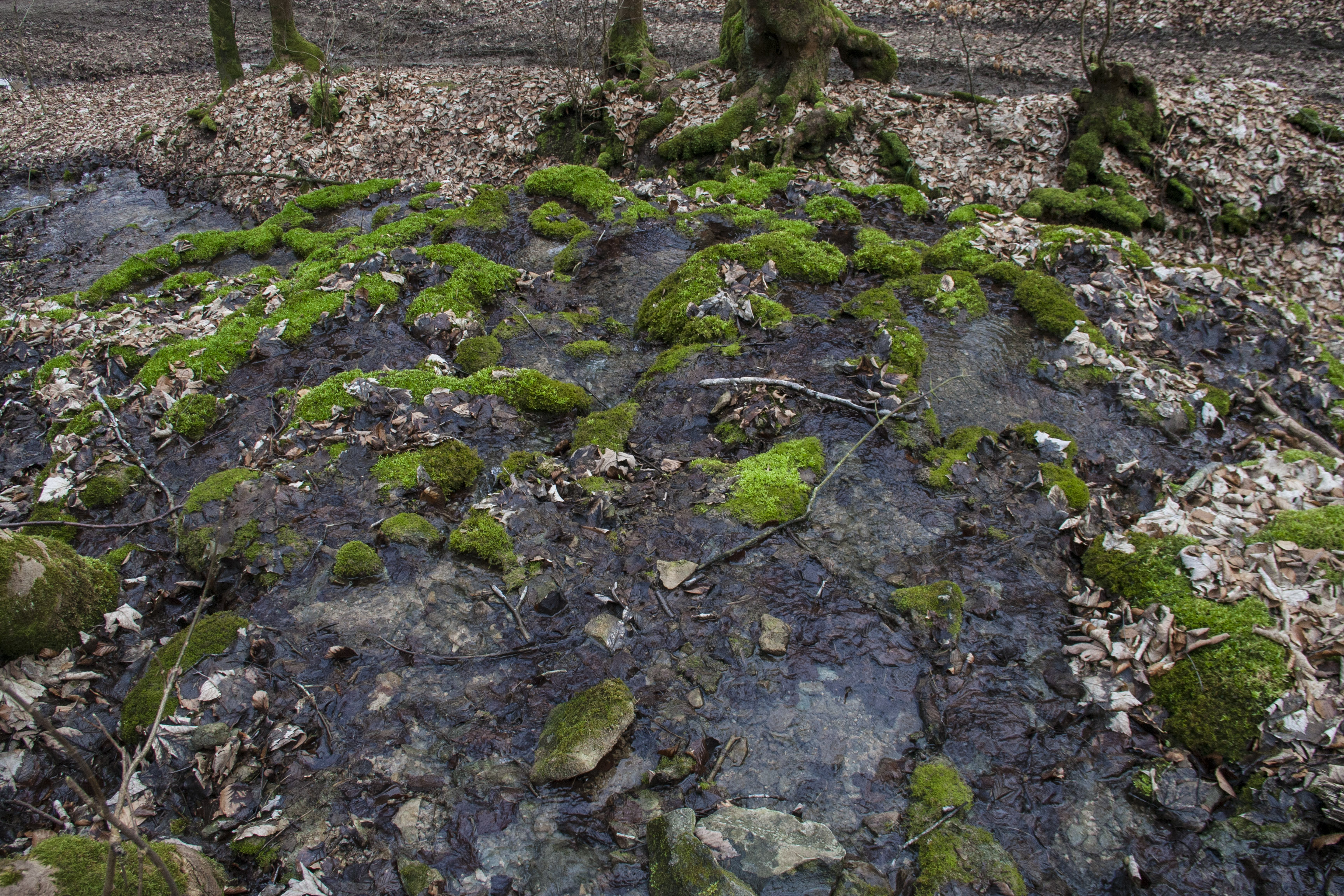
Terrasse von oben
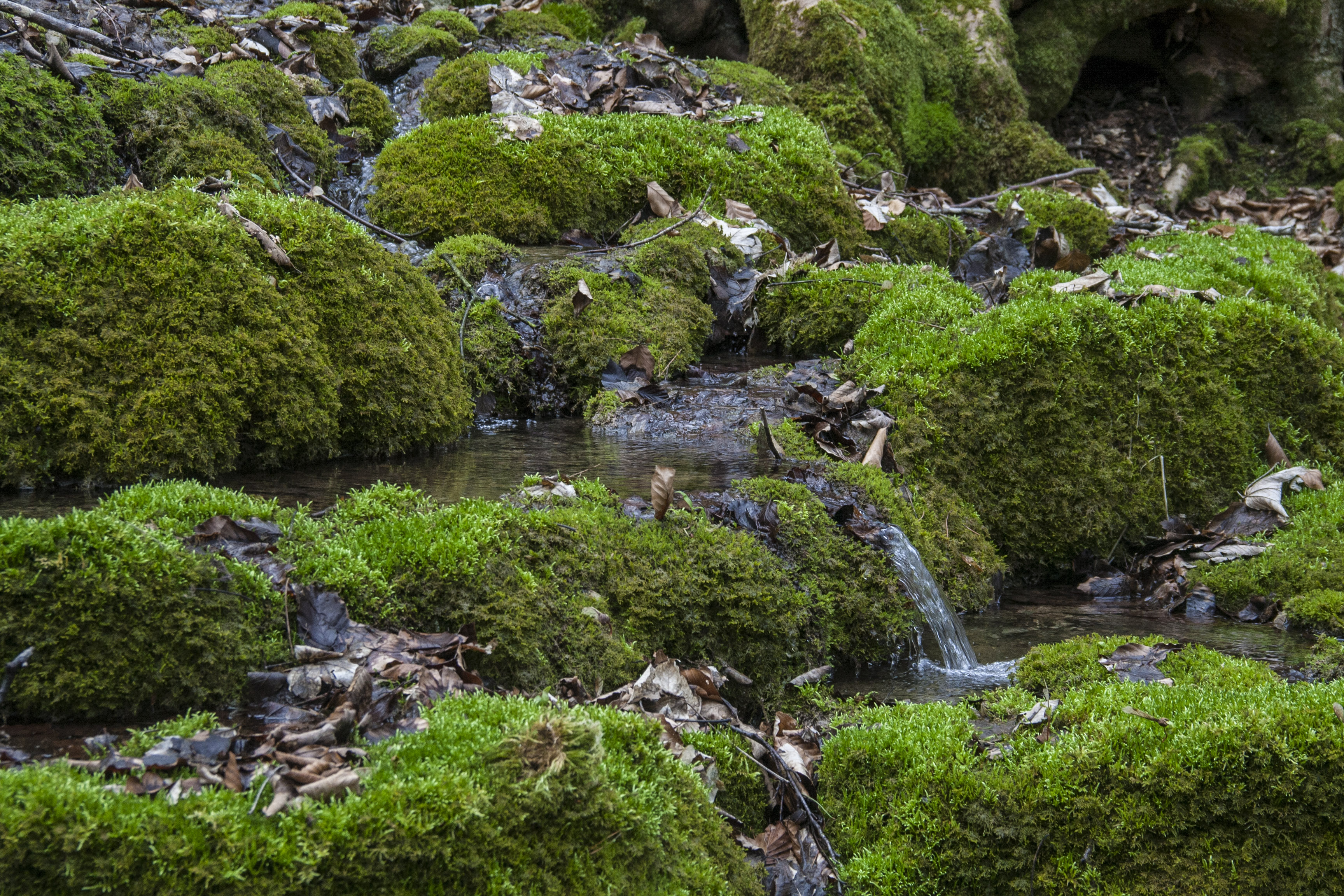
Sinterbecken
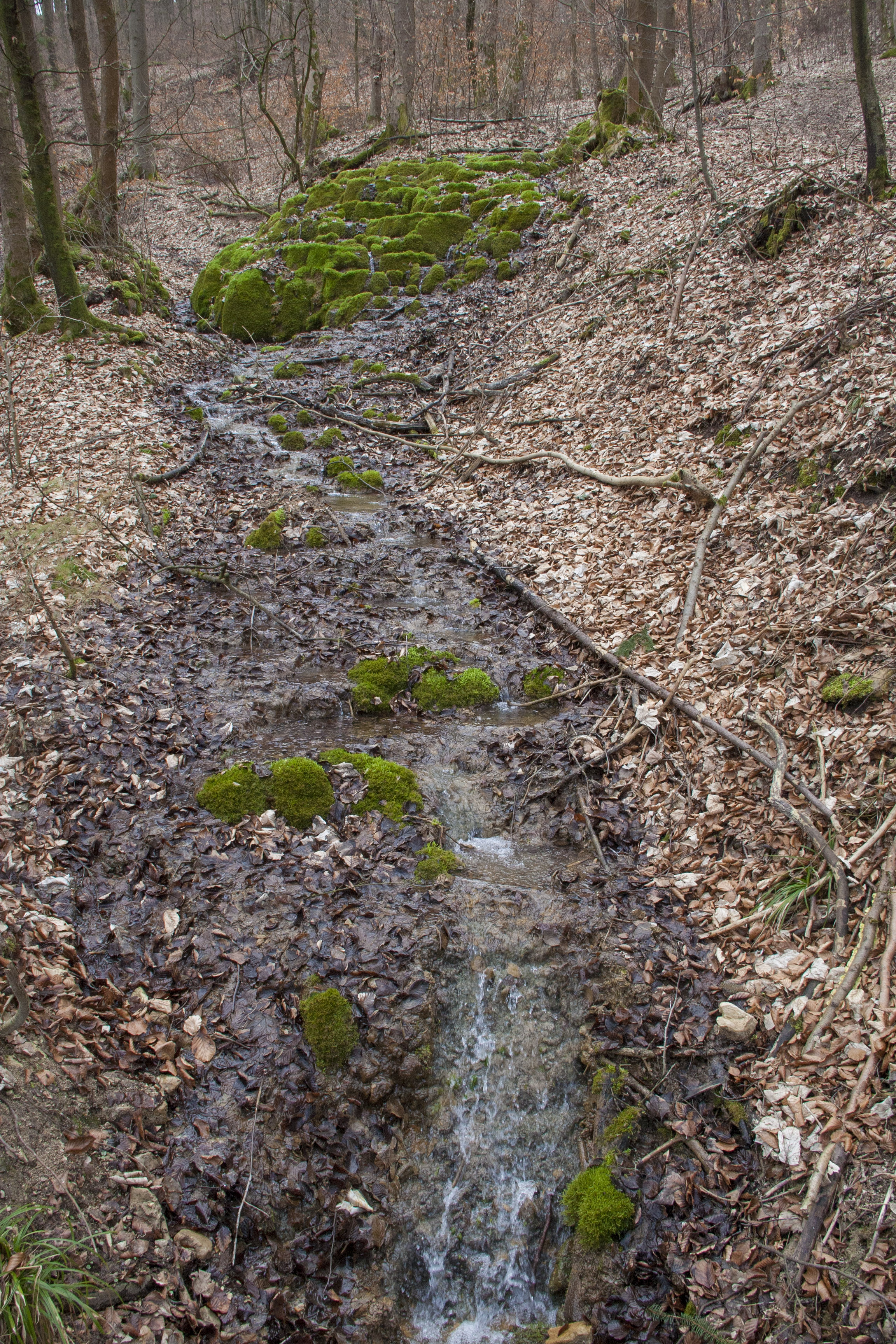
Bachlauf